# Last.fm
Last.fm — інтернет-проєкт музичної тематики, основним сервісом якого є збір інформації про музику, що слухає користувач, і її каталогізація в індивідуальних й загальних чартах.
На основі аналізу статистики прослуховувань користувачам сайту індивідуально кожному підбираються й демонструються:
- Рекомендовані сайтом для прослуховування музичні треки, популярні у схожих за смаками слухачів (ступінь «подібності» при підборі можна регулювати)
- Персональні сторінки людей із близькими смаками. Подібні користувачі вважаються сусідами (англ. «Neighbours»).
- Записи в форумах або персональних блогах, які ведуться безпосередньо на сайті last.fm про музику, що прослуховується часто користувачем
- Анонси найближчих концертів. При підборі враховуються як музичні уподобання, так і географічне положення слухача

## Теги
На сайті діє система тегів. Кожен альбом, пісня або виконавець можуть позначатися користувачами по їхньому смаку тим або іншим довільним найменуванням. Сайт робить і зворотну процедуру, наприклад можливе прослуховування музики з бази сайту (за допомогою безплатної програми клієнта або вбудованого безпосередньо на сторінки флеш-плеєра) раніше вже позначеної користувачами яким-небудь тегом (або декількома тегами). Користувачі, що сплачують абонентську плату мають розширені можливості. Наприклад, можна слухати більш точно настроєні, адресні, «радіотрансляції».
На last.fm існує наповнювана користувачами (за технологією wiki) база даних, що містить біографії музикантів й опису альбомів.

## Збір статистики (scrobbling)
Для збору статистики, прослуховування трансляцій із сайту, розміщення тегів використовується однойменна із сайтом програма, що існує у версіях для MacOS, Microsoft Windows, FreeBSD і Linux (раніше використовувалися плагіни, що підключались до програмних або апаратних плеєрів). Програма також демонструє короткі біографії музикантів, фотографії та обкладинки альбомів, дозволяє вести запис повідомлень в особистий блог. Статистика збирається та акумулюється програмою й відправляється на сайт, щойно з'являється з'єднання з інтернетом (постійне перебування в мережі для даної функції не потрібно). Для перегляду біографій, картинок, проставляння тегів і прослуховування музики з архівів сайту за допомогою програми потрібно постійно встановлене інтернет-з'єднання.

## Використання статистики
Статистику, зібрану last.fm за той або інший період часу, або простий журнал прослуховувань (обновлюваний у реальному часі), можна експортувати на сторонні сайти або блоги у вигляді зображень або XML-потоків.
На сайті last.fm існують спільноти користувачів, об'єднаних за довільною ознакою. Географічного, смаковому, об'єднуючого користувачів яких або сторонніх сайтів і т. д. Для спільнот розраховуються сумарні хіти-паради, існують форуми, механізми вибору «лідера» (користувача наділеного розширеними модераторськими повноваженнями).
За допомогою відкритих API функцій last.fm можна вільно інтегрувати в сторонні програми, пристрої або вебсайти. Наприклад, сервіс PandoraFM доповнює експериментальне мережне радіо Pandora специфічною last.fm-функціональністю.

## Last.fm Ltd
Власником сервісу є компанія Last.fm Ltd., розташована в Лондоні. Керівник компанії — Мартін Стиксел (Martin Stiksel).
30 травня 2007 року американський медіагігант CBS Corp. придбав Last.fm за $280 млн. (£140 млн). Ця угода стала найбільшим в історії придбанням британського Web 2.0 сервісу. Нові власники планують зберегти наступність команди й залишити колишній менеджмент, підсиливши його новими кадрами, переважно в області фінансового аналізу й планування.

## Блокування Last.fm
У Росії Роскомнагляд блокував доступ через пісні, які вважаються «екстремістськими» в Росії:
- серпень 2015 — пісня гурту «Психея» «Убей мента»[4];
- травень 2019 — пісня Тимура Муцураєва «Рай под тенью сабель»[5];
- березень 2023 — пісня музиканта Jalsomino «Чорнобаївка»[6]. Проте ця композиція не внесена до переліку екстремістських матеріалів.